# Razzie Award för sämsta filmkombination
Nedan följer en lista över vinnare och nominerade av en Razzie Award för sämsta filmkombination, (Golden Raspberry Award for Worst Screen Combo), samt kategorins tidigare namn Sämsta filmpar. Listan inkluderar även Sämsta rollbesättning, som filmåret 2010 mixades med Sämsta filmpar och hade en egen kategori mellan filmåren 2011 och 2012. Priset har delats ut sedan den 15:e galan och fick det nuvarande namnet på kategorin till filmåret 2013. Det behöver inte vara specificerade skådespelare, (eller ens människor), som blir nominerade, utan det har genom åren även nominerats diverse djur, kroppsdelar och accessoarer.
Vinnare presenteras överst i gul färg och fetstil, varpå övriga nominerade följer efter. Året avser det filmår som personerna vann för, varpå de tilldelades priset på galan året därefter.

## Vinnare och nominerade

### Sämsta filmpar (1994-2009)

#### 1990-talet
| År                                                                     | Pristagare                                                                                      | Film                  |
| 1994 (15:e)                                                            |                                                                                                 |                       |
| ---------------------------------------------------------------------- | ----------------------------------------------------------------------------------------------- | --------------------- |
| 1994 (15:e)                                                            | Delad vinst: Tom Cruise och Brad Pitt                                                           | En vampyrs bekännelse |
| 1994 (15:e)                                                            | Delad vinst: Sylvester Stallone och Sharon Stone                                                | Specialisten          |
| 1994 (15:e)                                                            | Vilka två skådespelare som helst i hela rollbesättningen                                        | Color of Night        |
| 1994 (15:e)                                                            | Dan Aykroyd och Rosie O'Donnell                                                                 | Exit to Eden          |
| 1994 (15:e)                                                            | Kevin Costner och "någon av hans tre fruar" (Annabeth Gish, Joanna Going eller Mare Winningham) | Wyatt Earp            |
| 1995 (16:e)                                                            |                                                                                                 |                       |
| Vilken kombination av två skådespelare (eller kroppsdelar) som helst   | Showgirls                                                                                       |                       |
| William Baldwin och Cindy Crawford                                     | Fair Game                                                                                       |                       |
| Tim Daly och Sean Young                                                | Dr. Jekyll and Ms. Hyde                                                                         |                       |
| Dave Foley och Julia Sweeney                                           | It's Pat                                                                                        |                       |
| Demi Moore och antingen Robert Duvall eller Gary Oldman                | Passionens pris                                                                                 |                       |
| 1996 (17:e)                                                            |                                                                                                 |                       |
| Demi Moore och Burt Reynolds                                           | Striptease                                                                                      |                       |
| Pamela Andersons imponerande förbättringar                             | Barb Wire                                                                                       |                       |
| Beavis och Butt-head                                                   | Beavis and Butt-head Do America                                                                 |                       |
| Marlon Brando och "den där förbannade dvärgen" (Nelson de la Rosa)     | The Island of Dr. Moreau                                                                        |                       |
| Matt LeBlanc och Ed, den mekaniska apan                                | Ed                                                                                              |                       |
| 1997 (18:e)                                                            |                                                                                                 |                       |
| Dennis Rodman och Jean-Claude Van Damme                                | Double Team                                                                                     |                       |
| Sandra Bullock och Jason Patric                                        | Speed 2: Cruise Control                                                                         |                       |
| George Clooney och Chris O'Donnell                                     | Batman & Robin                                                                                  |                       |
| Steven Seagal och hans gitarr                                          | Fire Down Below                                                                                 |                       |
| Jon Voight och den animatronisca anakondan                             | Anaconda                                                                                        |                       |
| 1998 (19:e)                                                            |                                                                                                 |                       |
| Leonardo DiCaprio och Leonardo DiCaprio (Som tvillingar)               | Mannen med järnmasken                                                                           |                       |
| Ben Affleck och Liv Tyler                                              | Armageddon                                                                                      |                       |
| Någon kombination av två karaktärer, kroppsdelar eller modeaccessoarer | Spice World                                                                                     |                       |
| Någon kombination av två skådespelare som spelar sig själv             | An Alan Smithee Film: Burn Hollywood Burn                                                       |                       |
| Ralph Fiennes och Uma Thurman                                          | The Avengers                                                                                    |                       |
| 1999 (20:e)                                                            |                                                                                                 |                       |
| Kevin Kline och Will Smith                                             | Wild Wild West                                                                                  |                       |
| Pierce Brosnan och Denise Richards                                     | Världen räcker inte till                                                                        |                       |
| Sean Connery och Catherine Zeta-Jones                                  | Entrapment                                                                                      |                       |
| Jake Lloyd och Natalie Portman                                         | Star Wars: Episod I – Det mörka hotet                                                           |                       |
| Lili Taylor och Catherine Zeta-Jones                                   | The Haunting                                                                                    |                       |

#### 2000-talet
| År                                                                                     | Pristagare                                                                                                | Film               |
| 2000 (21:a)                                                                            | |                    |
| -------------------------------------------------------------------------------------- | --- | ------------------ |
| 2000 (21:a)                                                                            | John Travolta och vem som helst som delar skärmtid med honom                                              | Battlefield Earth  |
| 2000 (21:a)                                                                            | Vilka två skådespelare som helst                                                                          | Blair Witch 2      |
| 2000 (21:a)                                                                            | Richard Gere och Winona Ryder                                                                             | Autumn in New York |
| 2000 (21:a)                                                                            | Madonna och antingen Benjamin Bratt eller Rupert Everett                                                  | Det näst bästa     |
| 2000 (21:a)                                                                            | Arnold Schwarzenegger (som den riktiga Adam Gibson) och Arnold Schwarzenegger (som klonen av Adam Gibson) | 6:e dagen          |
| 2001 (22:a)                                                                            | |                    |
| Tom Green och något av de djur han missbrukar                                          | Freddy Got Fingered                                                                                       |                    |
| Ben Affleck och antingen Kate Beckinsale eller Josh Hartnett                           | Pearl Harbor                                                                                              |                    |
| Mariah Careys bröstklyfta                                                              | Glitter                                                                                                   |                    |
| Burt Reynolds och Sylvester Stallone                                                   | Driven |                    |
| Kurt Russell och antingen Kevin Costner eller Courteney Cox                            | 3000 Miles to Graceland                                                                                   |                    |
| 2002 (23:e)                                                                            | |                    |
| Adriano Giannini och Madonna                                                           | Swept Away                                                                                                |                    |
| Roberto Benigni och Nicoletta Braschi                                                  | Pinocchio                                                                                                 |                    |
| Hayden Christensen och Natalie Portman                                                 | Star Wars: Episod II – Klonerna anfaller                                                                  |                    |
| Eddie Murphy och antingen Robert De Niro, Owen Wilson eller sig själv som klon         | Showtime, I Spy eller The Adventures of Pluto Nash (Respektive)                                           |                    |
| Britney Spears och "vad han nu hette" (Anson Mount)                                    | Crossroads                                                                                                |                    |
| 2003 (24:e)                                                                            | |                    |
| Ben Affleck och Jennifer Lopez                                                         | Gigli |                    |
| Kelly Clarkson och Justin Guarini                                                      | From Justin to Kelly                                                                                      |                    |
| Ashton Kutcher och antingen Brittany Murphy eller Tara Reid                            | Smekmånaden eller My Boss's Daughter (Respektive)                                                         |                    |
| Mike Myers och antingen Saken 1 eller Saken 2                                          | Katten |                    |
| Eric Christian Olsen och Derek Richardson                                              | Dum och ännu dummare                                                                                      |                    |
| 2004 (25:e)                                                                            | |                    |
| George W. Bush och antingen Condoleezza Rice eller hans tama get                       | Fahrenheit 9/11                                                                                           |                    |
| Ben Affleck och antingen Jennifer Lopez eller Liv Tyler                                | Jersey Girl                                                                                               |                    |
| Halle Berry och antingen Benjamin Bratt eller Sharon Stone                             | Catwoman                                                                                                  |                    |
| Mary-Kate och Ashley Olsen                                                             | En galen dag i New York                                                                                   |                    |
| Shawn och Marlon Wayans                                                                | White Chicks (I eller utanför drag)                                                                       |                    |
| 2005 (26:e)                                                                            | |                    |
| Will Ferrell och Nicole Kidman                                                         | En förtrollad romans                                                                                      |                    |
| Jamie Kennedy och någon stackare som fick dela skärm med honom                         | Maskens återkomst                                                                                         |                    |
| Jenny McCarthy och någon som är dum nog att bli vän med eller dejta henne              | Dirty Love                                                                                                |                    |
| Rob Schneider och hans blöjor                                                          | Deuce Bigalow: European Gigolo                                                                            |                    |
| Jessica Simpson och hennes Daisy Dukes                                                 | The Dukes of Hazzard                                                                                      |                    |
| 2006 (27:e)                                                                            | |                    |
| Shawn Wayans och antingen Kerry Washington eller Marlon Wayans                         | Little Man                                                                                                |                    |
| Tim Allen och Martin Short                                                             | The Santa Clause 3: The Escape Clause                                                                     |                    |
| Nicolas Cage och hans björndräkt                                                       | The Wicker Man                                                                                            |                    |
| Hilary och Haylie Duff                                                                 | Material Girls                                                                                            |                    |
| Sharon Stones skeva bröst                                                              | Basic Instinct 2                                                                                          |                    |
| 2007 (28:e)                                                                            | |                    |
| Lindsay Lohan och Lindsay Lohan (Som Yang till hennes Yin)                             | I Know Who Killed Me                                                                                      |                    |
| Jessica Alba och antingen Hayden Christensen, Dane Cook eller Ioan Gruffudd            | Awake, Good Luck Chuck eller Fantastic Four: Rise of the Silver Surfer (Respektive)                       |                    |
| Vilken kombination av två blåsta karaktärer som helst                                  | Bratz: The Movie                                                                                          |                    |
| Eddie Murphy (Norbit) och antingen Eddie Murphy (Mr.Wong) eller Eddie Murphy (Rasputa) | Norbit |                    |
| Adam Sandler och antingen Kevin James eller Jessica Biel                               | Härmed förklarar jag er Chuck och Larry                                                                   |                    |
| 2008 (29:e)                                                                            | |                    |
| Paris Hilton och antingen Christine Lakin eller Joel David Moore                       | The Hottie and the Nottie                                                                                 |                    |
| Uwe Boll och "någon skådespelare, kamera eller manus"                                  | |                    |
| Cameron Diaz och Ashton Kutcher                                                        | What Happens in Vegas                                                                                     |                    |
| Larry the Cable Guy och Jenny McCarthy                                                 | Witless Protection                                                                                        |                    |
| Eddie Murphy i Eddie Murphy                                                            | Ett UFO i New York                                                                                        |                    |
| 2009 (30:e)                                                                            | |                    |
| Sandra Bullock och Bradley Cooper                                                      | All About Steve                                                                                           |                    |
| Vilka två (eller flera) Jonasbröder som helst                                          | Jonas Brothers: The 3D Concert Experience                                                                 |                    |
| Will Ferrell och någon annan medverkande skådespelare, djur, eller "comic riff"        | Land of the Lost                                                                                          |                    |
| Shia LaBeouf och antingen Megan Fox eller någon Transformer                            | Transformers: De besegrades hämnd                                                                         |                    |
| Kristen Stewart och antingen Taylor Lautner eller Robert Pattinson                     | The Twilight Saga: New Moon                                                                               |                    |

### Sämsta filmpar och/eller rollbesättning (2010-2012)
| År          | Pristagare                                                                    | Film                                        |
| 2010 (31:a) |                                                                               |                                             |
| ----------- | ----------------------------------------------------------------------------- | ------------------------------------------- |
| 2010 (31:a) | Hela rollbesättningen                                                         | Sex and the City 2                          |
| 2010 (31:a) | Jennifer Aniston och Gerard Butler                                            | The Bounty Hunter                           |
| 2010 (31:a) | Josh Brolins ansikte och Megan Foxs accent                                    | Jonah Hex                                   |
| 2010 (31:a) | Hela rollbesättningen                                                         | The Last Airbender                          |
| 2010 (31:a) | Hela rollbesättningen                                                         | The Twilight Saga: Eclipse                  |
| 2011 (32:a) | Filmpar                                                                       | Filmpar                                     |
| 2011 (32:a) | Adam Sandler och antingen Katie Holmes, Al Pacino eller Adam Sandler          | Jack and Jill                               |
| 2011 (32:a) | Nicolas Cage och vem som helst som delar skärmtid med honom                   | Drive Angry, Season of the Witch, Trespass  |
| 2011 (32:a) | Shia LaBeouf och Rosie Huntington-Whiteley                                    | Transformers: Dark of the Moon              |
| 2011 (32:a) | Adam Sandler och antingen Jennifer Aniston eller Brooklyn Decker              | Just Go with It                             |
| 2011 (32:a) | Kristen Stewart och antingen Taylor Lautner eller Robert Pattinson            | The Twilight Saga: Breaking Dawn - Part 1   |
| 2011 (32:a) | Rollbesättning                                                                |                                             |
| 2011 (32:a) | Hela rollbesättningen                                                         | Jack and Jill                               |
| 2011 (32:a) | Hela rollbesättningen                                                         | Bucky Larson: Born to Be a Star             |
| 2011 (32:a) | Hela rollbesättningen                                                         | New Year's Eve                              |
| 2011 (32:a) | Hela rollbesättningen                                                         | Transformers: Dark of the Moon              |
| 2011 (32:a) | Hela rollbesättningen                                                         | The Twilight Saga: Breaking Dawn - Part 1   |
| 2012 (33:e) | Filmpar                                                                       | Filmpar                                     |
| 2012 (33:e) | Mackenzie Foy och Taylor Lautner                                              | The Twilight Saga: Breaking Dawn - Part 2   |
| 2012 (33:e) | Vilka två rollinnehavare från Jersey Shore som helst                          | The Three Stooges                           |
| 2012 (33:e) | Robert Pattinson och Kristen Stewart                                          | The Twilight Saga: Breaking Dawn - Part 2   |
| 2012 (33:e) | Tyler Perry och hans alter ego i drag (Madea)                                 | Madea's Witness Protection                  |
| 2012 (33:e) | Adam Sandler och antingen Leighton Meester, Andy Samberg eller Susan Sarandon | That's My Boy                               |
| 2012 (33:e) | Rollbesättning                                                                |                                             |
| 2012 (33:e) | Hela rollbesättningen                                                         | The Twilight Saga: Breaking Dawn - Part 2   |
| 2012 (33:e) | Hela rollbesättningen                                                         | Battleship                                  |
| 2012 (33:e) | Hela rollbesättningen                                                         | Madea's Witness Protection                  |
| 2012 (33:e) | Hela rollbesättningen                                                         | The Oogieloves in the Big Balloon Adventure |
| 2012 (33:e) | Hela rollbesättningen                                                         | That's My Boy                               |

### Sämsta filmkombination (2013-idag)
| År                                                                               | Pristagare                                                                                 | Film              |
| 2013 (34:e)                                                                      |                                                                                            |                   |
| -------------------------------------------------------------------------------- | ------------------------------------------------------------------------------------------ | ----------------- |
| 2013 (34:e)                                                                      | Jaden Smith och Will Smith på planeten Nepotism                                            | After Earth       |
| 2013 (34:e)                                                                      | Hela rollbesättningen                                                                      | Grown Ups 2       |
| 2013 (34:e)                                                                      | Hela rollbesättningen                                                                      | Movie 43          |
| 2013 (34:e)                                                                      | Lindsay Lohan och Charlie Sheen                                                            | Scary Movie 5     |
| 2013 (34:e)                                                                      | Tyler Perry och antingen Larry the Cable Guy eller den där utslitna peruken och klänningen | A Madea Christmas |
| 2014 (35:e)                                                                      |                                                                                            |                   |
| Kirk Cameron och hans ego                                                        | Saving Christmas                                                                           |                   |
| Vilka två robotar, skådespelare eller robotskådespelare som helst                | Transformers: Age of Extinction                                                            |                   |
| Cameron Diaz och Jason Segel                                                     | Sex Tape                                                                                   |                   |
| Kellan Lutz och antingen hans mag-, bröst- eller rumpmuskler                     | The Legend of Hercules                                                                     |                   |
| Seth MacFarlane och Charlize Theron                                              | A Million Ways to Die in the West                                                          |                   |
| 2015 (36:e)                                                                      |                                                                                            |                   |
| Jamie Dornan och Dakota Johnson                                                  | Fifty Shades of Grey                                                                       |                   |
| Alla "fantastiska" fyra                                                          | Fantastic Four                                                                             |                   |
| Johnny Depp och hans påklistrade mustasch                                        | Mortdecai                                                                                  |                   |
| Kevin James och antingen hans segway eller hans påklistrade mustasch             | Snuten i varuhuset 2                                                                       |                   |
| Adam Sandler och något av hans par skor                                          | The Cobbler                                                                                |                   |
| 2016 (37:e)                                                                      |                                                                                            |                   |
| Ben Affleck och hans BFF (Baddest Foe Forever) Henry Cavill                      | Batman v Superman: Dawn of Justice                                                         |                   |
| Vilka två egyptiska gudar eller dödliga som helst                                | Gods of Egypt                                                                              |                   |
| Johnny Depp och hans kräkliknande kostym                                         | Alice i Spegellandet                                                                       |                   |
| Hela rollbesättningen av en gång respekterade skådespelare                       | Skönheten i allt                                                                           |                   |
| Tyler Perry och fortfarande den där utslitna peruken                             | Boo! A Madea Halloween                                                                     |                   |
| Ben Stiller och hans BFF (Barely Funny Friend) Owen Wilson                       | Zoolander 2                                                                                |                   |
| 2017 (38:e)                                                                      |                                                                                            |                   |
| Vilka två motbjudande emojis som helst                                           | The Emoji Movie                                                                            |                   |
| Vilken kombination av två karaktärer, sexleksaker eller sexställningar som helst | Fifty Shades Darker                                                                        |                   |
| Vilken kombination av två människor, robotar eller explosioner som helst         | Transformers: The Last Knight                                                              |                   |
| Johnny Depp och hans utslitna fyllerutin                                         | Pirates of the Caribbean: Salazar's Revenge                                                |                   |
| Tyler Perry och antingen den musätna gamla klänningen eller den utslitna peruken | Boo 2! A Madea Halloween                                                                   |                   |